# Philippe de Béthune

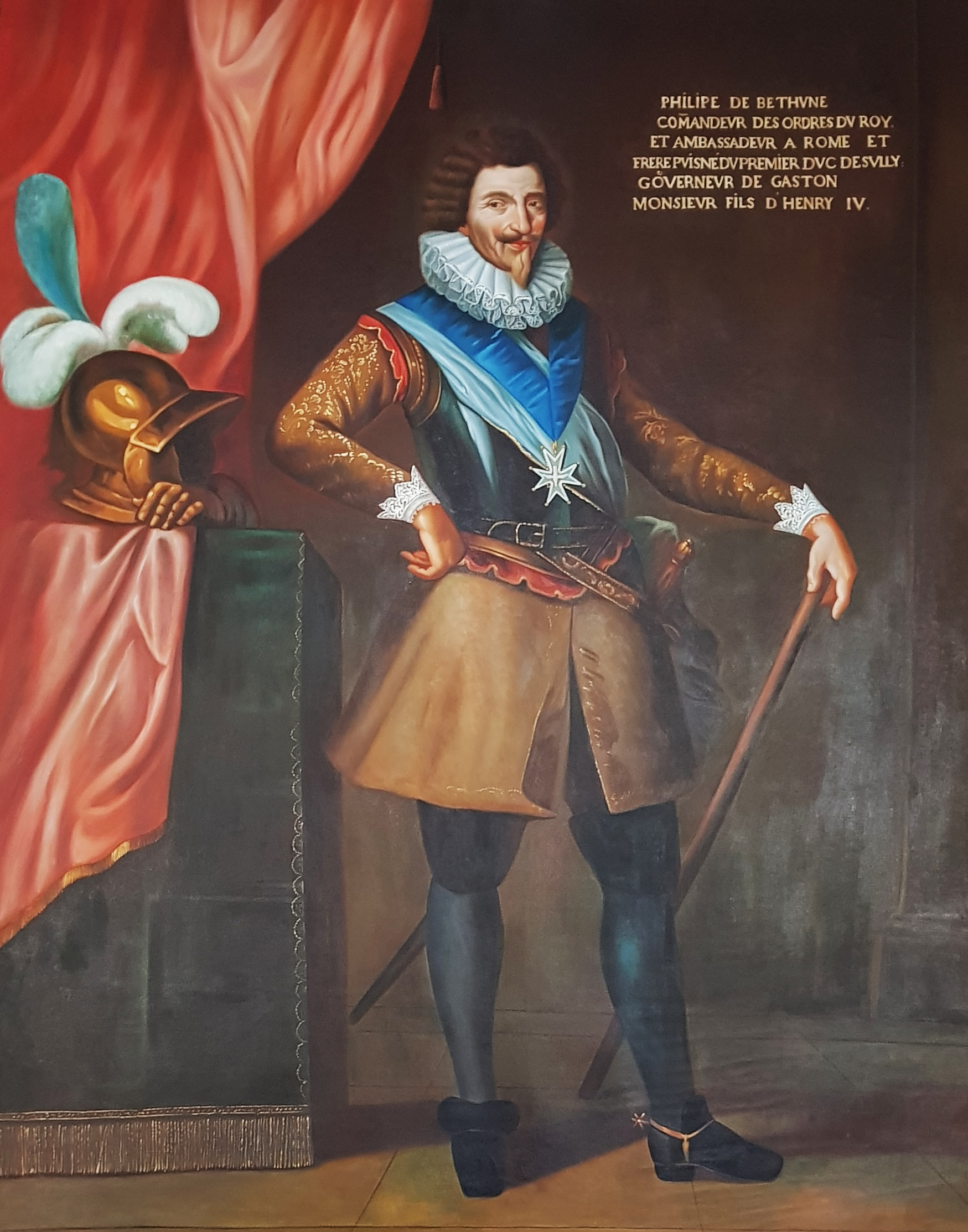
Philippe de Béthune, Anonym, 17. Jahrhundert

Wappen Philippe de Béthunes

Philippe de Béthune (* 1565 (unsicher); † 1649 auf Schloss Selles im Alter von 88 Jahren) war ein französischer Adliger, Militär, Hofbeamter und Diplomat.
Er war Marquis de Chabris, Baron und später Comte de Selles, de Charost et de Mors und Seigneur de Font-Mo(i)reau.

## Leben
Philippe de Béthune war der sechste Sohn von François de Béthune, Baron de Rosny, und Charlotte Dauvet. Philippe war somit der jüngere Bruder von Maximilien de Béthune, Marquis de Rosny, Surintendant des Finances, des Ministers Heinrichs IV., der 1606 zum Duc de Sully und Pair de France ernannt wurde.
Philippe de Béthune stand während der Kriege der Katholischen Liga im Dienst der Könige Heinrich III. und Heinrich IV. Er war Premier Gentilhomme Heinrichs III. und schloss sich nach dessen Tod 1589 dem neuen König an. Er gehörte als Conseiller d’État dem Conseil privé und dem Conseil des Finances an. Zudem wurde er zum Chef du Conseil des Dépêches Étrangères ernannt.
Philippe de Béthune war 1597 Bailli von Mantes und von Meulan. 1599 wurde er als außerordentlichen Botschafter zu König Jakob II. von Schottland gesandt, dann war er von 1601 bis 1605 Botschafter beim Heiligen Stuhl. In seinem Gefolge hatte er den jungen Mathurin Régnier, der ihm seine sechste Satire widmete.
Als Vertrauter des Papstes Clemens VIII. nahm er am Konklave vom März 1605 mit der Wahl Leos XI. und am Konklave vom Mai 1605 mit der Wahl Pauls V. teil, an deren Wahl er großen Anteil hatte. Er setzte sich erfolgreich für den Frieden auf der Italienischen Halbinsel ein, indem er versuchte, dem unaufhörlichen Kriegen zwischen den Anhängern des Königs von Spanien und denen der Herzöge von Mantua und Savoyen ein Ende zu setzen – dies Bemühungen wurden die Anfänge des Vertrags von Pavia, der zwischen Ende 1617 und 1619 ausgehandelt wurde. Er blieb bis zum 6. Juni 1605 in Rom.
In dieser Zeit lernte er als Kunstsammler die Arbeiten der römischen Naturalisten zu schätzen und nutzte sein Amt, um 1603 zugunsten ihres führenden Malers, Michelangelo Merisi da Caravaggio, zu intervenieren, damit dieser aus dem Gefängnis freikam.
Seine Sammlung, die er bei seiner Rückkehr nach Frankreich mitbrachte, enthält zwei Gemälde, von denen er behauptete, sie direkt von Caravaggio gekauft zu haben, wie er in einem von ihm unterzeichneten Inventar bezeugte, das 1608 anlässlich seiner zweiten Hochzeit erstellt wurde: „Ein großes Originalgemälde von besagtem Michel Lange, das die Pilgerreise unseres Herrn nach Emmaus darstellt, zwischen zwei Jüngern…, geschätzt 250 Livres“, … „ein weiteres großes Gemälde [mit dem Zusatz Original zwischen Linien] von Michel Lange, das den Heiligen Thomas darstellt, der seinen Finger in die Wunde unseres Herrn steckt… geschätzt 130 Livres.“. Die beschriebenen Gemälde, das Das Abendmahl in Emmaus und Der ungläubige Thomas, befinden sich im Original in der National Gallery in London bzw. der Bildergalerie im Park des Schlosses Sanssouci; bei Philippe de Béthunes Gemälden (die 1999 der Kirche Saint-Antoine in Loches aufgefunden wurden) handelt es sich um Kopien, bei denen umstritten ist, ob sie von Caravaggios Hand stammen; beide Gemälde weisen das Wappen Béthunes auf, sie sind seit 2002 als Kopien als Monument historique klassifiziert.

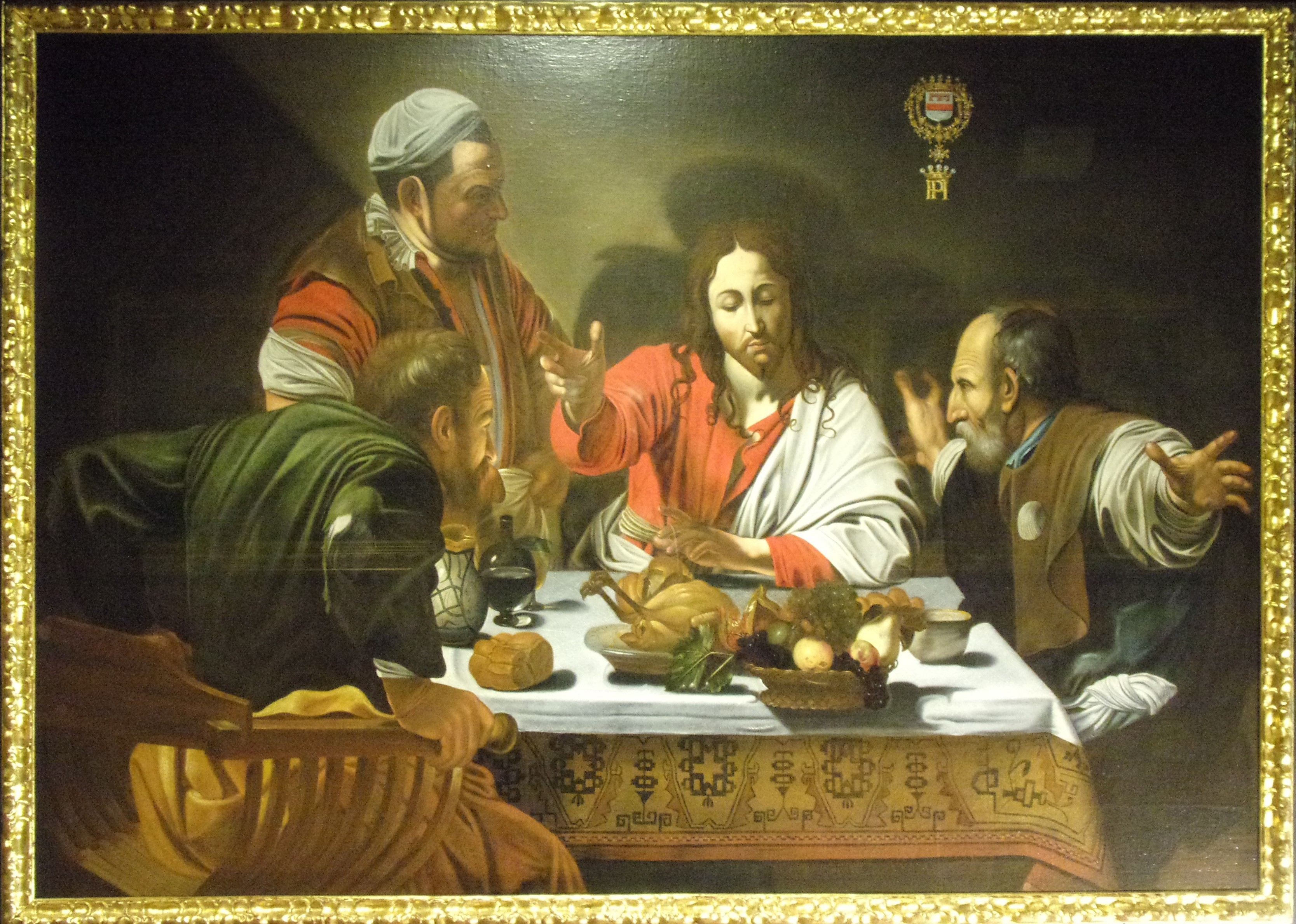
„Das Abendmahl in Emmaus“ aus Loches mit dem Wappen Béthunes am oberen Rand

Nach seiner Rückkehr aus Rom war er Lieutenant-général in der Bretagne, und Gouverneur von Rennes. Dieses Amt gab er bald ab, um die Aufgabe des Gouverneurs von Nicolas Henri, Duc d’Orléans zu übernehmen, des zweiten Sohns Heinrichs IV., der 1611 im Alter von vier Jahren starb.
1616 wurde er als außerordentlicher Botschafter nach Savoyen und Mantua gesandt. 1619 erhielt er eine Mission mit Kardinal de La Rochefoucauld zur Königinmutter Maria de’ Medici, die sich nach Angoulême und damit weit weg vom Hof zurückgezogen hatte, und blieb an ihrer Seite bis zur Wiederversöhnung mit ihrem Sohn. Am 31. Dezember 1619 wurde er zum Ritter im Orden vom Heiligen Geist ernannt.
Mit Ernennung bzw. Akkreditierung im April 1620 wurden er und der Herzog von Angoulême zu außerordentlichen Gesandten beim Kaiser und den deutschen Fürsten ernannt, als es darum ging, Folgen des Dreißigjährigen Krieges im Heiligen Römischen Reich zu erfassen. Hierzu verfasste er die Observations pouvant servir au maniement des affaires publiques, à la suite de l’Ambassade de Monseigneur le duc d’Angoulême, die 1677 von Henri, Comte de Béthune publiziert wurden.
In den folgenden Jahren befasste sich Philippe de Béthune erneut mit römischen Angelegenheiten. Eine außerordentliche Gesandtschaft an den Papst Urban VIII. (1624) ermöglicht es ihm, den alten Streit um das Veltlin zu beenden, und konnte im Namen des Königs den dazugehörenden Vertrag mit dem spanischen Botschafter unterzeichnen.
1629 verhandelte er, um die Habsburger daran zu hindern, die Gonzaga im Herzogtum Mantua zu unterdrücken und Casale zu besetzen, einen Unionsvertrag zwischen dem König, dem Papst und der Republik Venedig aus.
Als religiöser Mensch, der der alte Philippe im Alter sicher war, gründete er in seiner Stadt Selles eine Kongregation von Feuillanten, aber auch ein Haus der Ursulinen, für das er Nonnen aus dem Konvent in Blois kommen ließ. Er starb 1649 zurückgezogen auf seinem Besitz Selles-sur-Cher im Alter von 88 Jahren.

## Ehe und Familie
Philippe de Béthune heiratete am 13. Februar 1600 in erster Ehe Catherine Le Bouteiller de Senlis, Tochter von Philippe Le Bouteiller de Senlis, Seigneur de Moucy, und Marie Briçonnet. Ihre Kinder sind:
- Philippe (* 1601; † klein)
- Marie (* 1. März 1602 in Rom; † Februar 1628); ⚭ 4. April 1622, François Annibal I., Duc d’Estrées (* 1573; † 15. Mai 1670), Pair und Marschall von Frankreich
- Hippolyte (* 19. September 1603 in Rom; † 24. September 1665), genannt le comte de Béthune, Comte de Béthune et de Selles, Marquis de Chabris, Baron de Rosny, Ritter im Orden vom Heiligen Geist, Conseiller d’État d’Épée, um 1625 Botschafter in Rom; ⚭ (Ehevertrag 29. November 1629) Anne-Marie de Beauvilliers (* um 1610; † 12. November 1698), Tochter von Honorat de Beauvilliers, Comte de Saint-Aignan, und Jacqueline de La Grange de Montigny, Schwester von François Honorat de Beauvilliers
- Henri (* August 1604 in Rom; † 11. Mai 1680), Almosenier Gastons de France, Bischof von Bayonne (1626–1629), Bischof von Maillezais (1629–1646), Erzbischof von Bordeaux und Primas von Aquitanien (1646–1680)
- Louis (* 5. Februar 1605 in Paris; † 20. März 1681), Comte, dann (1672) 1. Duc de Charost, Pair de France, Capitaine der Garde du corps du roi, Maréchal des camps et armées du roi, Lieutenant-général von Stadt und Zitadelle Calais, 1661 Ritter im Orden vom Heiligen Geist; ⚭ 28. Februar 1639 Marie L’Escalopier († 1687), Tochter von Jean L’Escalopier, Président à mortier

In zweiter Ehe heiratete er am 15. November 1608 Marie de Tourzel d’Alègre, Tochter von Christophe I. Tourzel d’Alègre und Antoinette du Prat, Schwester von Anne d’Alègre, (verwitwete) Comtesse de Laval; die Ehe blieb kinderlos.